# 31ª Brigata meccanizzata "Maggior generale Leonid Stupnyc'kyj"
La 31ª Brigata meccanizzata autonoma "Maggior generale Leonid Stupnyc'kyj" (in ucraino 31-ша окрема механізована бригада імені генерал-хорунжого Леоніда Ступницького?, 31-ša okrema mechanizovana bryhada imeni heneral-chorunžoho Leonida Stupnyc'koho, unità militare A4773) è un'unità di fanteria meccanizzata delle Forze terrestri ucraine, subordinata al Comando operativo "Nord" e con base a Zvjahel'.

## Storia
La brigata è stata creata il 17 febbraio 2023, come parte dell'espansione dell'esercito ucraino in previsione della controffensiva estiva. Ha immediatamente iniziato l'addestramento del personale di fanteria, artiglieria e carristi. Ha ricevuto i semoventi d'artiglieria M109L donati dall'Italia.
La brigata è entrata in azione per la prima volta all'inizio di giugno 2023, conducendo contrattacchi locali insieme a reparti della 23ª Brigata meccanizzata e della 37ª Brigata fanteria di marina nell'area di Velyka Novosilka, contro le posizioni del 71º Reggimento fucilieri motorizzato e della 37ª Brigata fucilieri motorizzata delle guardie dell'esercito russo. Il 26 giugno il 2º Battaglione della brigata ha liberato il villaggio di Rivnopil', livellando così il saliente russo nella zona. Ha poi proseguito verso Pryjutne, attaccando l'insediamento da due direzioni in cooperazione con la 36ª Brigata fanteria di marina. A metà ottobre elementi della brigata sono stati inviati nel settore a nord di Avdiïvka per rafforzare le difese ucraine nel corso dell'offensiva russa volta a circondare la città insieme alla 116ª Brigata di difesa territoriale.
Nella primavera del 2024 la brigata è stata invece impiegata nel settore di Mar"ïnka. Ad aprile ha respinto numerosi tentativi di assalto russo in direzione del villaggio di Pobieda. Nella seconda metà di luglio la prima linea difensiva nei pressi di Prohres, occupata dalla 31ª Brigata meccanizzata, è stata presa d'assalto da parte di numerose unità russe e oltrepassata. La seconda linea, difesa da elementi della 151ª Brigata meccanizzata di recente costituzione, non ha retto la pressione e le truppe nemiche hanno quindi occupato il villaggio. In seguito alla caduta di Prohres circa 50 soldati del 1º e 3º Battaglione della brigata che mantenevano alcune fortificazioni a nord del villaggio sono stati isolati dalle linee ucraine; durante la notte del giorno 25 sono riusciti a rompere l'accerchiamento e ripiegare verso ovest grazie al supporto del resto della brigata e di elementi della 47ª Brigata meccanizzata.
A settembre 2024 la brigata è stata trasferita nella regione di Zaporižžja, venendo schierata nel seliente di Robotyne. Il 14 luglio 2025, in occasione della Giornata della Sovranità Ucraina, la brigata è stata ufficialmente intitolata al maggior generale Leonid Stupnyc'kyj, combattente per l'indipendenza ucraina e successivamente comandante di spicco dell'UPA, per decreto del presidente ucraino Volodymyr Zelens'kyj.

## Struttura
- Comando di brigata[23]
- 1º Battaglione meccanizzato
- 2º Battaglione meccanizzato
- 3º Battaglione meccanizzato
- 45º Battaglione fucilieri (Kiev, unità militare A4062)[24]
- 60º Battaglione fucilieri (unità militare A4459)[25]
- 404º Battaglione fucilieri (Čerkasy, unità militare A4851)[26]
- Battaglione corazzato (T-64BV)
- Battaglione sistemi senza pilota "Martlet"
- Gruppo d'artiglieria
  - Battaglione artiglieria campale (D-30)
  - Battaglione artiglieria semovente (M109L)
  - Battaglione artiglieria lanciarazzi
  - Battaglione artiglieria controcarri
- Battaglione artiglieria missilistica contraerei
- Battaglione genio
- Battaglione manutenzione
- Battaglione logistico
- Compagnia ricognizione
- Compagnia comunicazioni
- Compagnia radar
- Compagnia difesa NBC
- Compagnia medica

## Simboli
Lo stemma della brigata rappresenta uno sperone con una mezzaluna e una stella dorate, gli elementi del blasone del principe Konstanty Ostrogski, su fondo verde.

## Comandanti
- Colonnello Volodymyr Olijnyk (febbraio 2023 - marzo 2024)[28]
- Colonnello Andrij Usanov (marzo 2024 - agosto 2024)[29]
- Colonnello Serhij Smoljak (agosto 2024 - in carica)[30]